# Helena Radziwiłłowa

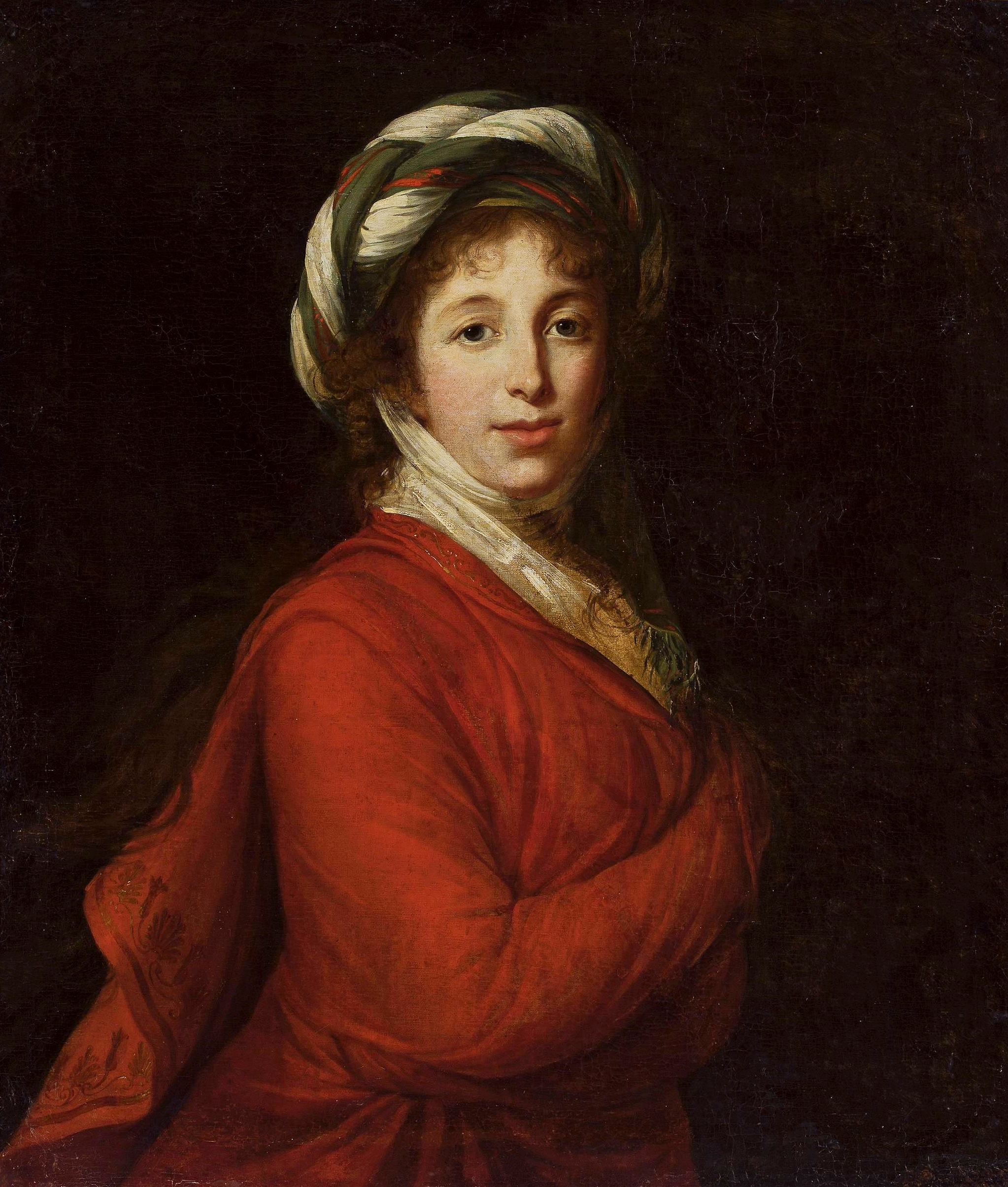
Élisabeth Vigée-Lebrun: Helena Radziwiłłowa, 1802–1805, Warschau.

Fürstin Helena Radziwiłłowa geborene Przezdziecka (* 6. Januar 1753 in Vilnius, Großfürstentum Litauen; † 1. April 1821 in Warschau, Kongresspolen) war eine litauische Adlige. Wie andere Mitglieder der Magnatenschicht kollaborierte sie beim Untergang der Rzeczpospolita mit Russland, weshalb der Schriftsteller Tadeusz Nowakowski den Landschaftsgarten Arkadia, den sie bei Nieborów anlegen ließ, ein „Arkadien auf den Trümmern des Vaterlandes“ nannte.

## Jugend und Ehe

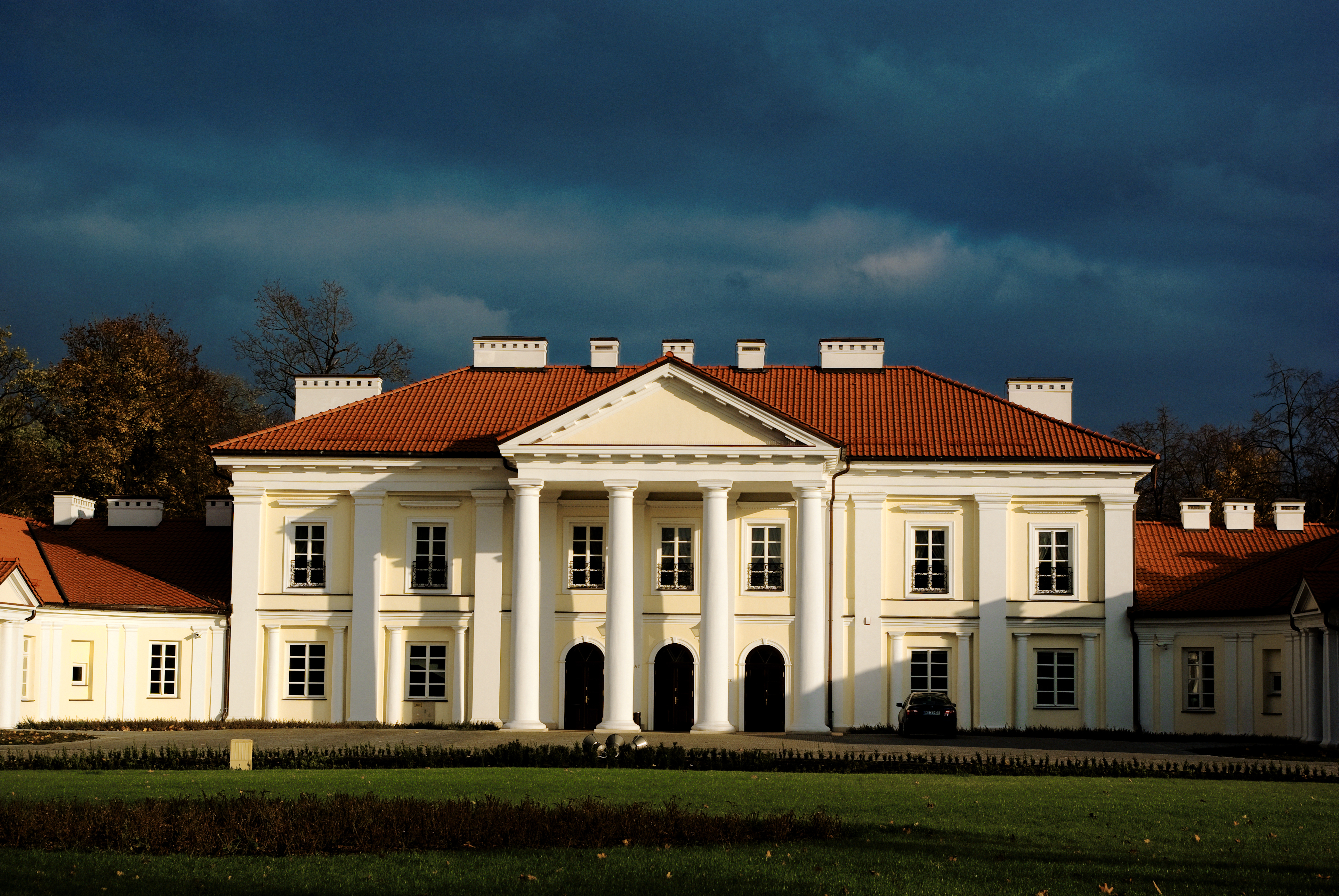
Ogiński-Palast in Siedlce.

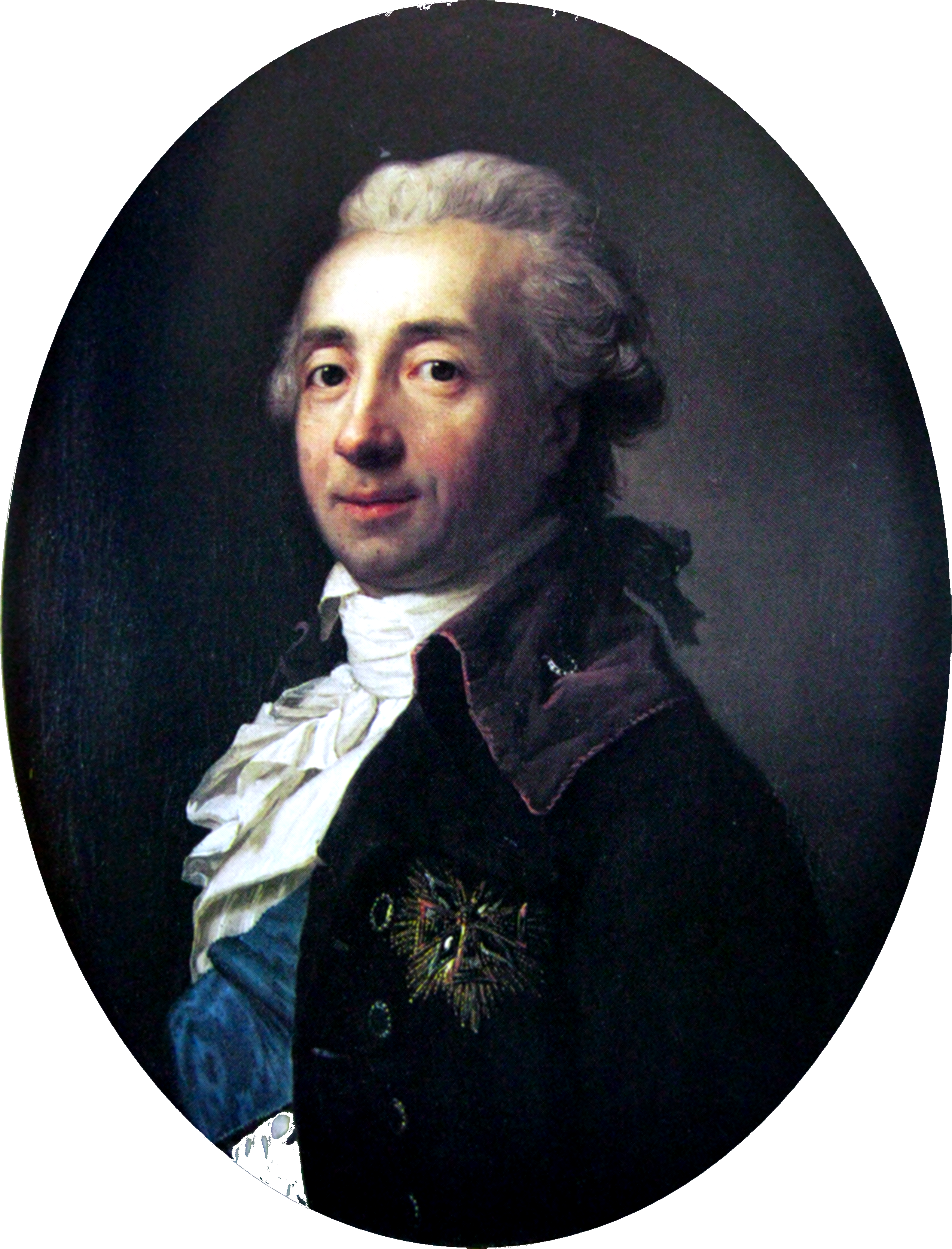
Anton Graff: Michał Hieronim Radziwiłł, 1785, Warschau.

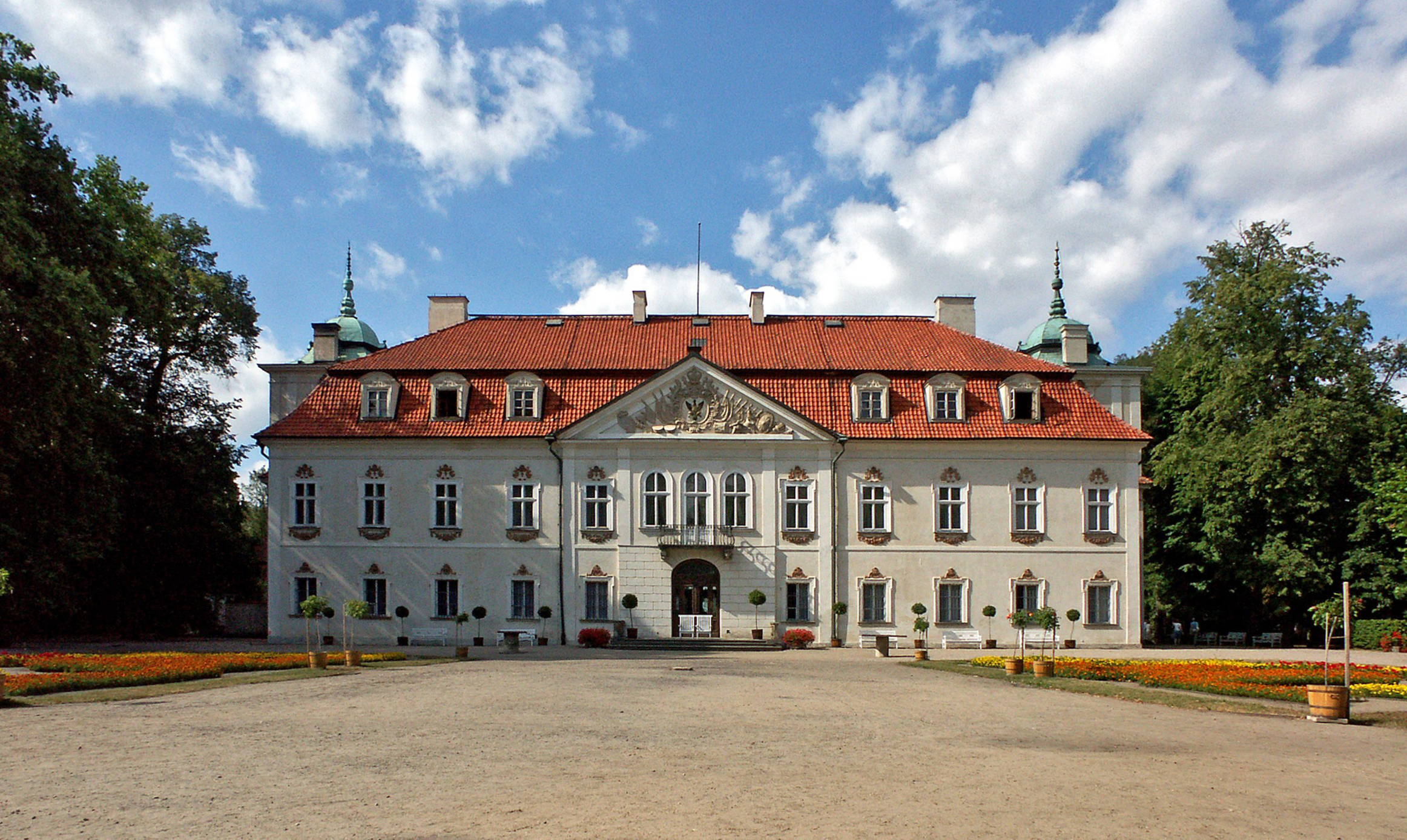
Radziwiłłsches Schloss Nieborów.

Helena Przezdziecka wurde 1753 in Vilnius geboren. Ihre Eltern waren Graf Antoni Tadeusz Przezdziecki (1718–1772), Vizekanzler des Großfürstentums Litauen, und dessen Gattin Katarzyna geborene Ogińska (* 1731), Tochter des Woiwoden von Trakai (Litauen). Nach dem frühen Tod der Mutter wurde sie von ihrer Tante Józefa Aleksandra geborenen Czartoryska (1730–1798) aufgezogen, der Gattin des Großhetmans von Litauen Fürst Michał Kazimierz Ogiński (1730–1800). Fürstin Ogińska machte Siedlce (Polen) zu einem Zentrum des gesellschaftlichen und kulturellen Lebens. Helena konnte dort ihre Intelligenz und ihre Leidenschaft für Kunst entwickeln. Sie galt als ausgezeichnete Tänzerin, spielte Klavier und Orgel und sang eine schöne Altstimme. Die Musikalität der Ogińskis sollte sie ihrem Sohn Antoni Henryk (siehe unten) vererben. Obwohl sie wegen des Widerstands ihres Gatten nie im Ausland war, schrieb sie ein elegantes Französisch und beherrschte (neben Litauisch und Polnisch) Englisch, Deutsch und Italienisch.
Den erwähnten Gatten konnte sie dank ihres Reichtums und ihrer Schönheit selber wählen. 1771 heiratete sie den ebenso reichen Fürsten Michał Hieronim Radziwiłł (1744–1831). Mit diesem „gehorsamen Werkzeug russischer Politik“ lebte sie zunächst in einem hölzernen Palast in Tscharnautschyzy bei Brest (Belarus), ab 1774 auf Schloss Nieborów (zwischen Warschau und Łódź) sowie in der Hauptstadt Polens, wo Radziwiłł später den heutigen Präsidentenpalast gegen den Królikarnia-Palast tauschte. Zwischenzeitlich (1790–1795) war er Woiwode von Vilnius, bevor dieses bei der letzten Teilung Polen-Litauens von Russland annektiert wurde. Während des Aufstands von Tadeusz Kościuszko (1794) floh er nach London. Helena wurde an der Flucht Richtung Petersburg gehindert, aber nicht verhaftet, weil man im Gepäck ihrer unehelichen Tochter Krystyna Magdalena (siehe unten) ein selbstgezeichnetes Porträt des Freiheitshelden fand.

## Libertinage und Wohltätigkeit
Als weitaus stärkere Persönlichkeit als Michał Hieronim hatte Helena Erfolg in der High Society, bis hinauf zu König Stanisław August Poniatowski (1732–1798). Ihr freies Verhalten, ihre Missachtung des öffentlichen Anstands schockierten sogar Kaiserin Katharina II. Zu ihren Liebhabern zählten die diplomatischen Vertreter Russlands in Warschau, Otto Magnus von Stackelberg (1736–1800) und Jakob Sievers (1731–1808). Gab bei diesen die Macht den Ausschlag, von der auch ihr gehörnter Gatte profitierte, so war es beim britischen Gesandten Charles Withworth (1752–1825) die Schönheit. Michał Hieronim unterhielt derweil ohne Wissen der Gattin Romanzen mit den Töchtern eines Müllers.
Ein anderes Betätigungsfeld Helenas, die der 1785 gegründeten Adoptionsloge de la Bienfaisance angehörte, war die Wohltätigkeit.

## Landschaftsgarten Arkadia

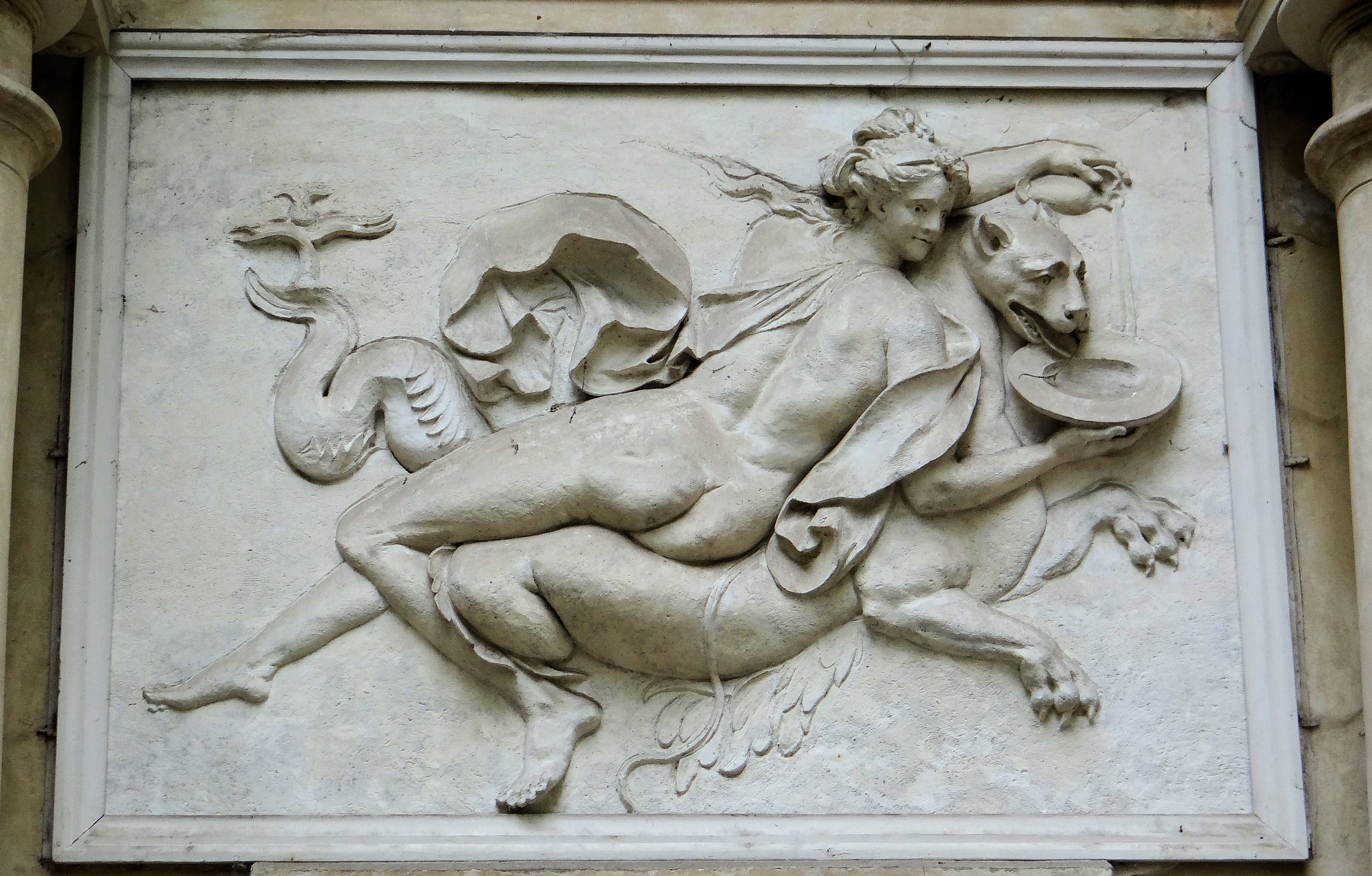
Gioacchino Staggi: Die Hoffnung nährt eine Chimäre, 1778, Arkadia.

Neben dem Sammeln von Kunst und Büchern widmete sie sich vier Jahrzehnte lang der Anlage des romantischen Landschaftsgartens Arkadia bei Nieborów. Dieser liegt in einem ehemaligen Sumpf. Sie konzipierte ihn mit Hilfe von Fachleuten zugleich als Idyll (Locus amoenus) und als Mahnmal der Vergänglichkeit (Locus terribilis). Ein zentrales Element bildete die Pappelinsel nach dem Vorbild der Île des Peupliers im Park von Ermenonville bei Paris. Befand sich dort das Kenotaph Jean-Jacques Rousseaus (1712–1778), so auf Helenas Insel ihr eigenes.
Mit dem „Radziwillschen Disney-Land“ vergleichbare Gärten schufen Fürstin Izabela Czartoryska (1746–1835) in Powązki bei Warschau (zerstört) sowie in Puławy bei Lublin und Gräfin Zofia Potocka (1760–1822), welche die Anregung dazu 1795 in Nieborów erhielt, in Sofijiwka bei Uman (Ukraine). Im zuletzt erwähnten Jahr besuchte auch König Friedrich Wilhelm II. von Preußen Arkadia, später Kaiser Alexander I. von Russland. „Während sie die Gäste in dem Riesengarten herumführte, trug die Hausherrin gewöhnlich das Gewand einer griechischen Priesterin, mit einem goldenen Band im Haar oder einem Kranz von Rosen um den Hals; dabei spielte sie die Zither oder summte im Kontraalt.“

## Alter und Tod

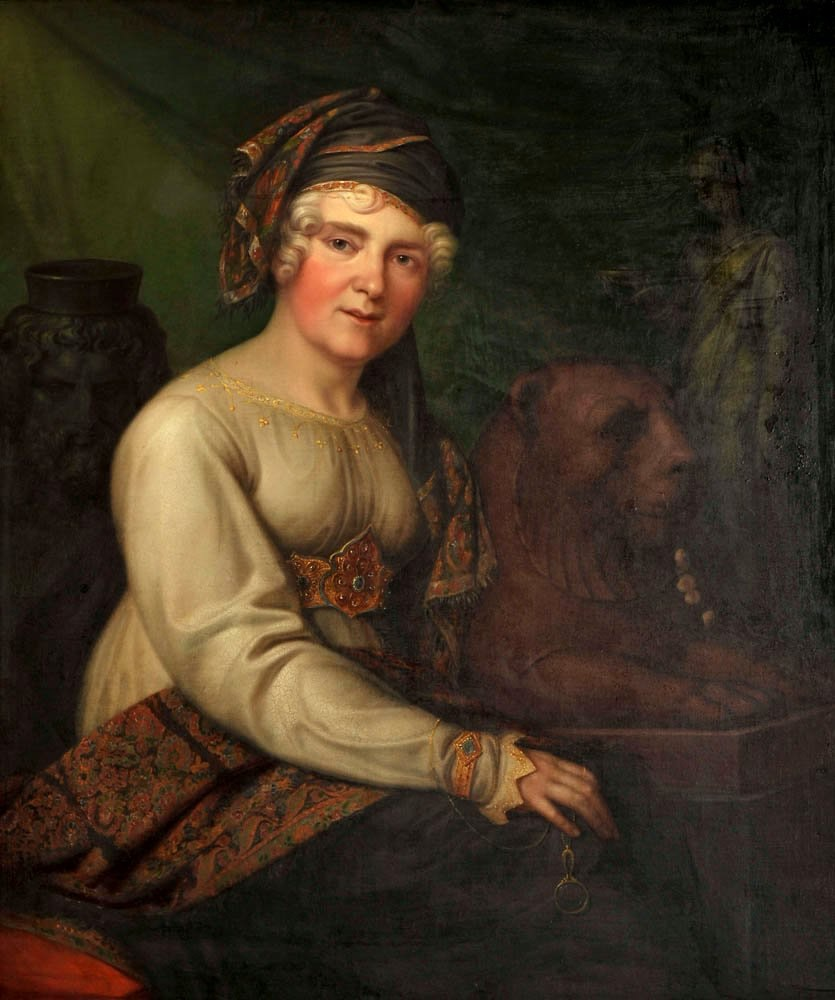
Ernst Gebauer: Helena Radziwiłłowa, ca. 1816, Nieborów.

In den letzten Lebensjahren raubten Schulden der Fürstin ihre frühere Fröhlichkeit. Warwara Turkestanowa fand sie 1818 zwar noch immer nett und liebenswürdig, aber sehr gealtert. Sie starb mit achtundsechzig Jahren 1821 in Warschau. Sie soll sich bis an ihr Lebensende immer eine Rose ins Haar geflochten und gesagt haben, es sei eine blühende Rose im Schnee.
Nach Helenas Tod verfiel Arkadia, bis es 1893 von ihrem Urenkel Michał Radziwiłł erworben wurde. In der Zwischenzeit waren Marmorbildwerke verkauft, Bauten abgerissen worden. 1945 übergaben die Kommunisten die Anlage samt dem Schloss Nieborów dem Nationalmuseum in Warschau, das dort eine Zweigstelle (Muzeum w Nieborowie i Arkadii) unterhält.

## Nachkommen

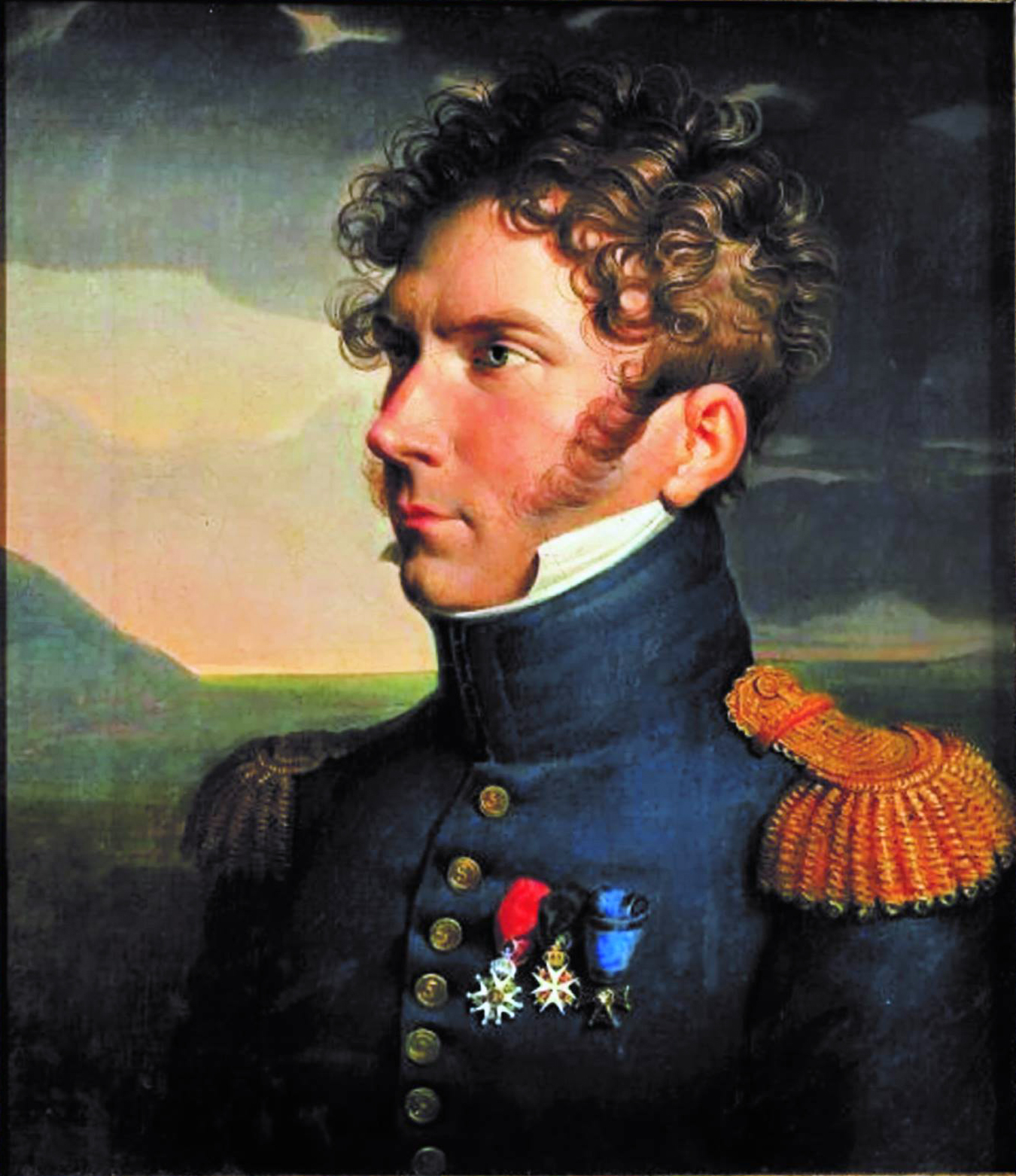
Unbekannter Künstler: Michał Gedeon Radziwiłł in der Uniform des Herzogtums Warschau, Nieborów.

Von Helenas zehn Kindern erreichten sechs das Erwachsenenalter (wobei die beiden Töchter im Gegensatz zu den vier Söhnen jung starben):
- Ludwik Mikołaj (1773–1830) ⚭ 1804 Marianna Wodzińska verwitwete Colonna-Walewska (1778–1823), Majoratsherr in Klezk (Belarus)
- Antoni Henryk (1775–1833), studierte ab 1782 mit seinen Brüdern in Göttingen, 1794 an den Berliner Hof eingeladen, ⚭ 1796 Prinzessin Luise von Preußen (1770–1836, Nichte Friedrichs II.), Majoratsherr in Przygodzice (Polen), 1814 in Njaswisch (Belarus) und Olyka (Ukraine), 1815–1831 Statthalter der preußischen Provinz Posen (repräsentative Funktion), Mitglied des preußischen Staatsrats, Cellovirtuose und Komponist[13]
- Krystyna Magdalena (1776–1796), uneheliche Tochter mit Otto Magnus von Stackelberg, nachdem Prinz Louis Ferdinand (1772–1806, Bruder Luise von Preußens) um sie geworben hatte, als Hoffräulein nach Petersburg versetzt, erkältete sich an der Beisetzung Katharinas II., worauf sie an einer Lungenentzündung starb
- Michał Gedeon (1778–1850), beteiligte sich 1806 am polnischen Aufstand gegen Preußen, im Herzogtum Warschau 1811 Brigadier, 1812 Teilnehmer an Napoleons Russlandfeldzug, ⚭ 1815 Gräfin Aleksandra Stecka (1796–1864), die Schpaniw bei Riwne (Ukraine) in die Ehe mitbrachte, in Kongresspolen 1815 als Divisionär entlassen, nach dem Novemberaufstand 1831 kurze Zeit Oberbefehlshaber der polnischen Truppen, bis 1836 in Jaroslawl (Russland) inhaftiert, lebte danach in Dresden (Sachsen)
- Andrzej Walenty (1780–1837), russischer Staatsrat
- Aniela (1781–1808) ⚭ 1802 Fürst Konstanty Adam Czartoryski (1773–1860)

## Galerie

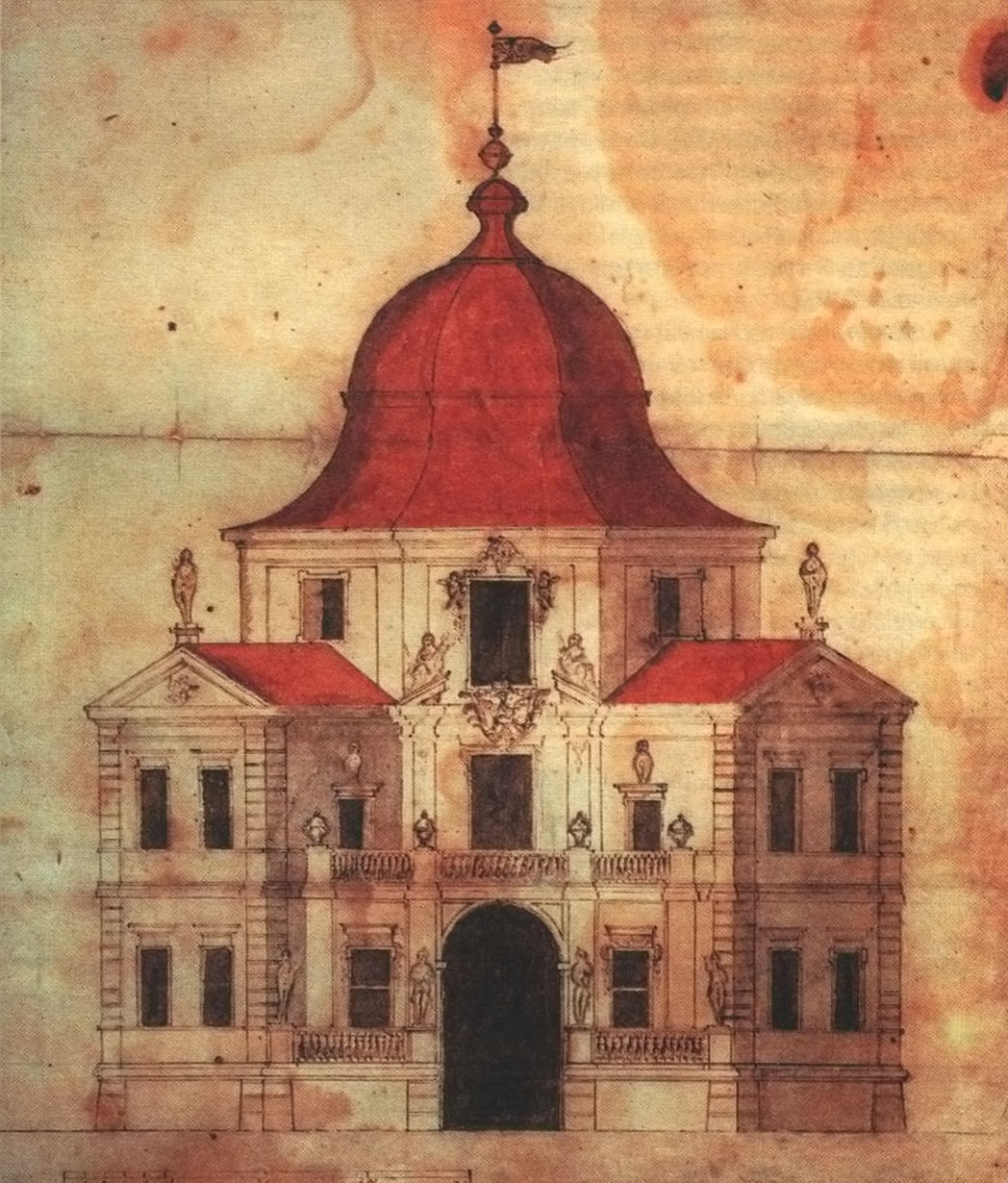
Projekt des Radziwiłł-Palasts in Tscharnautschyzy (Belarus), 1761.
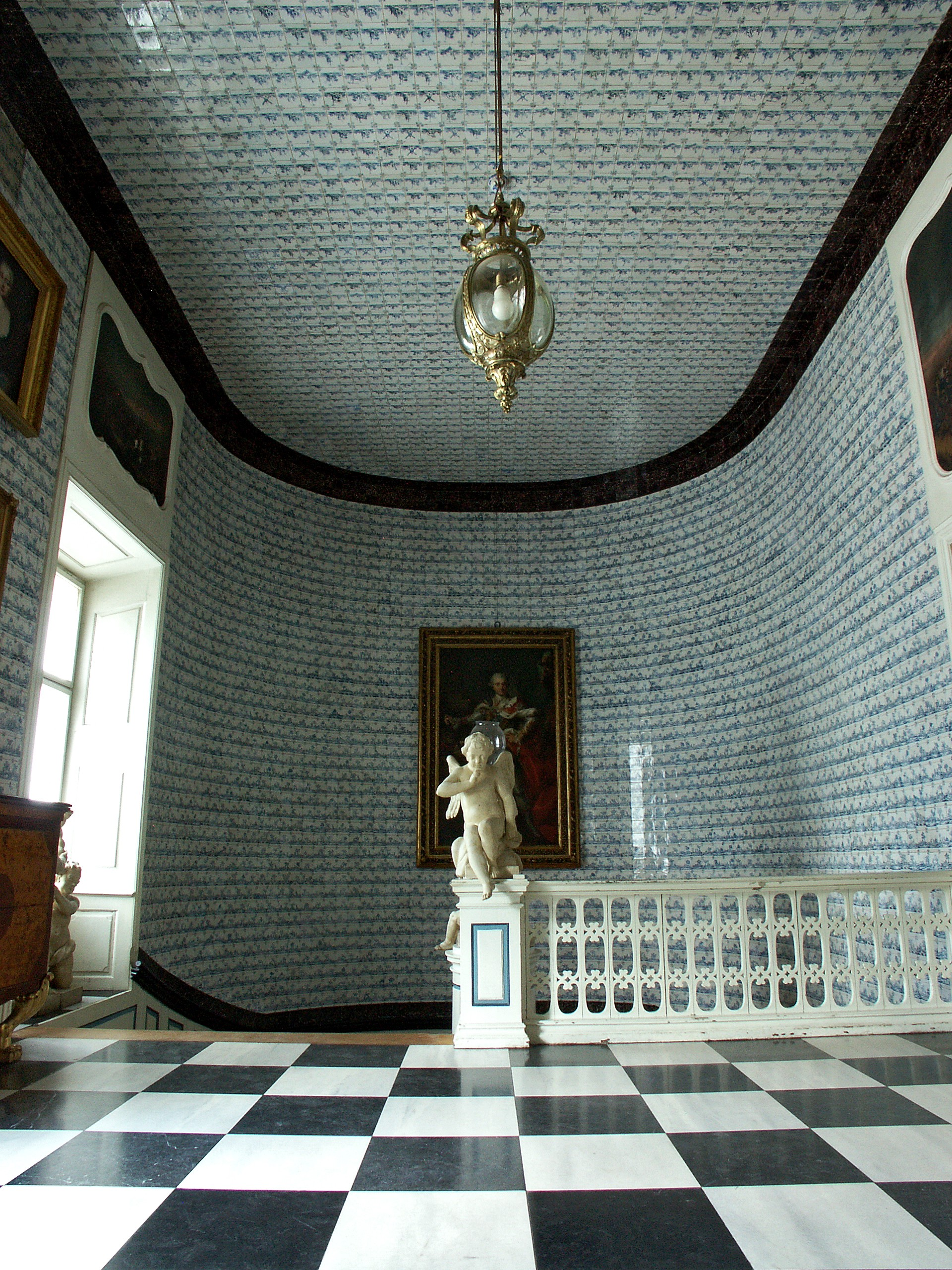
Treppenhaus mit holländischen Keramikfliesen, Schloss Nieborów, 1760er Jahre.
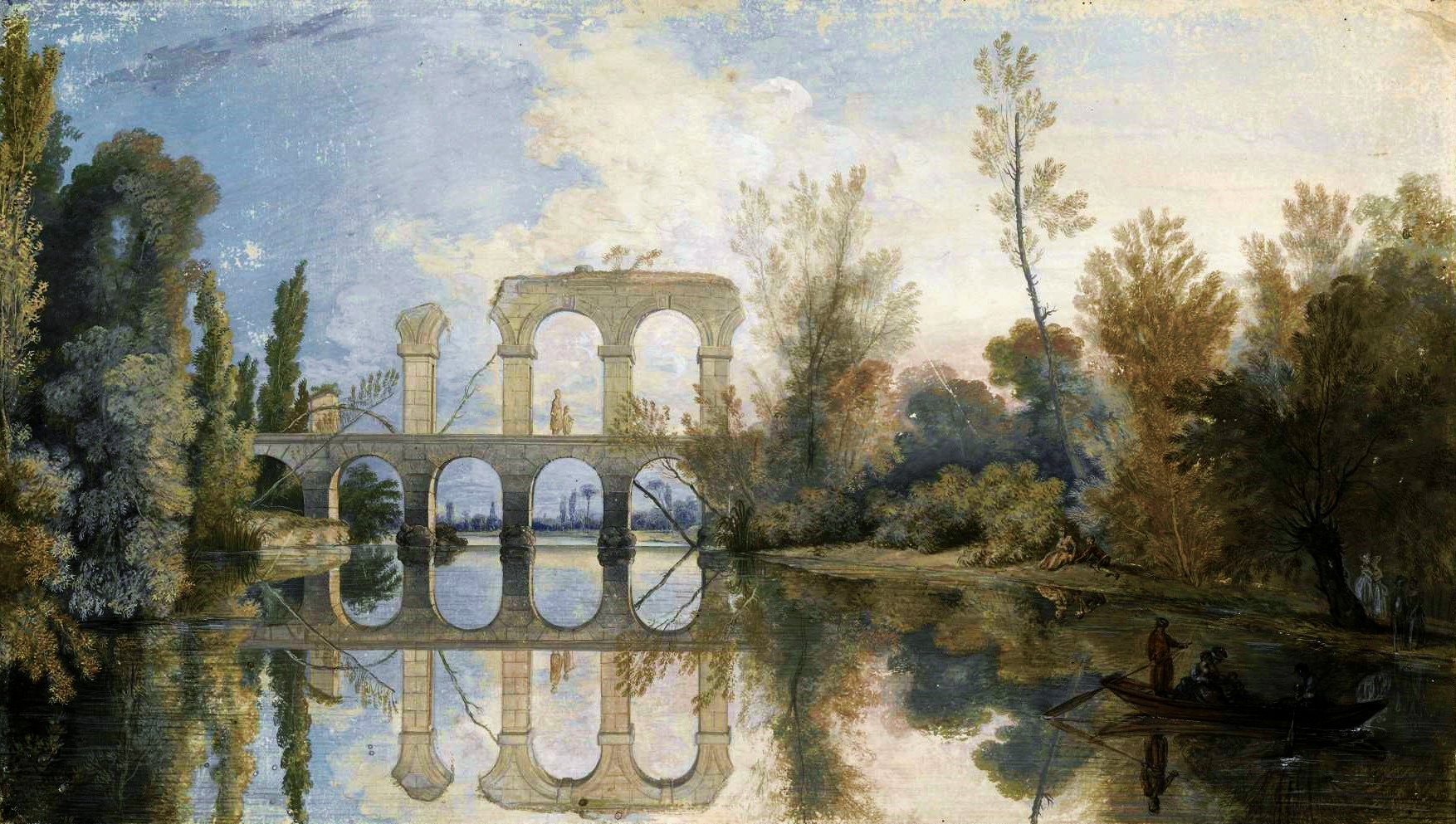
Jean-Pierre Norblin: Aquädukt, Arkadia, 1784, Warschau.
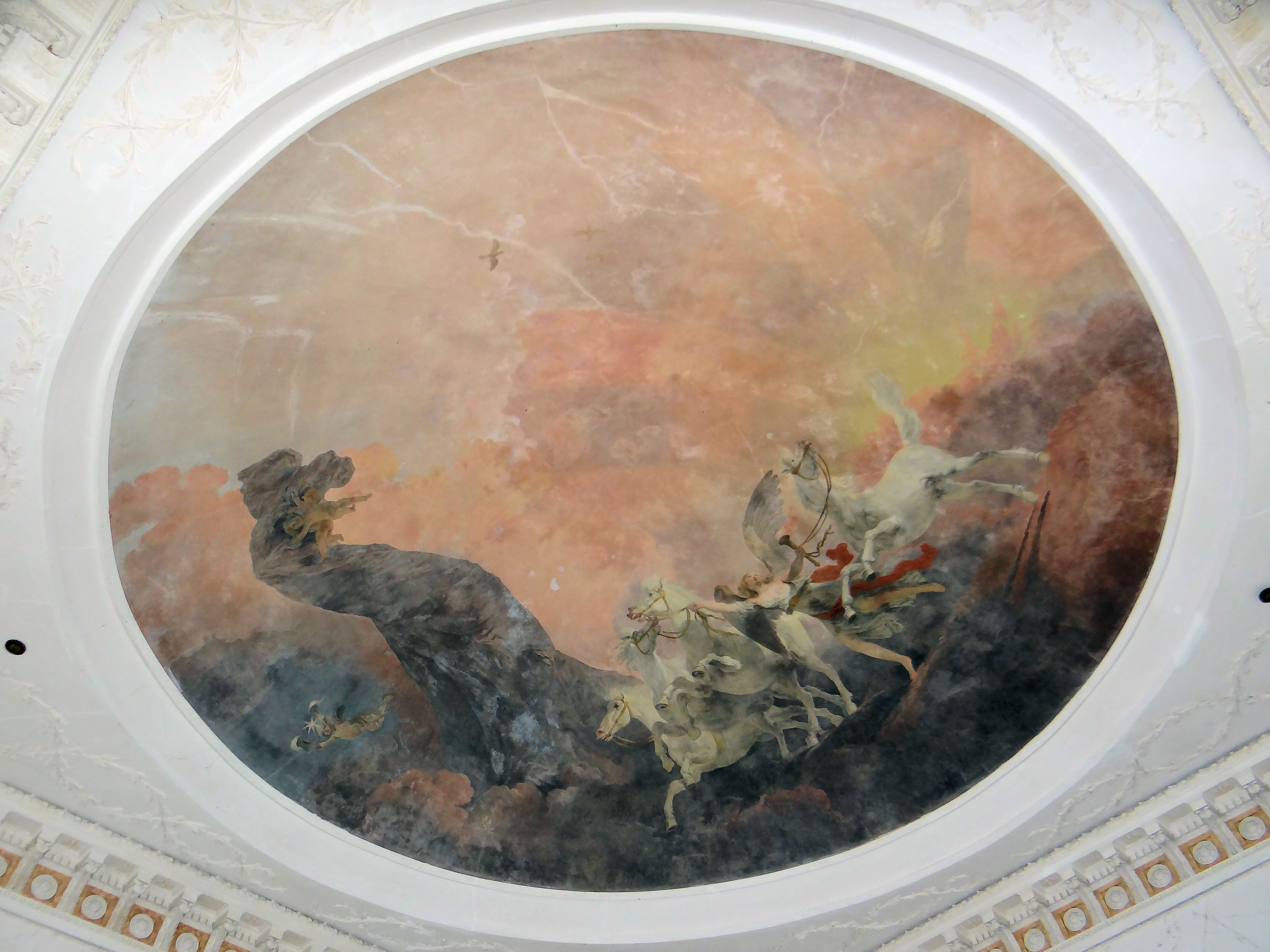
Jean-Pierre Norblin: Dämmerung, Tempel der Diana, Arkadia, 1782–1785.
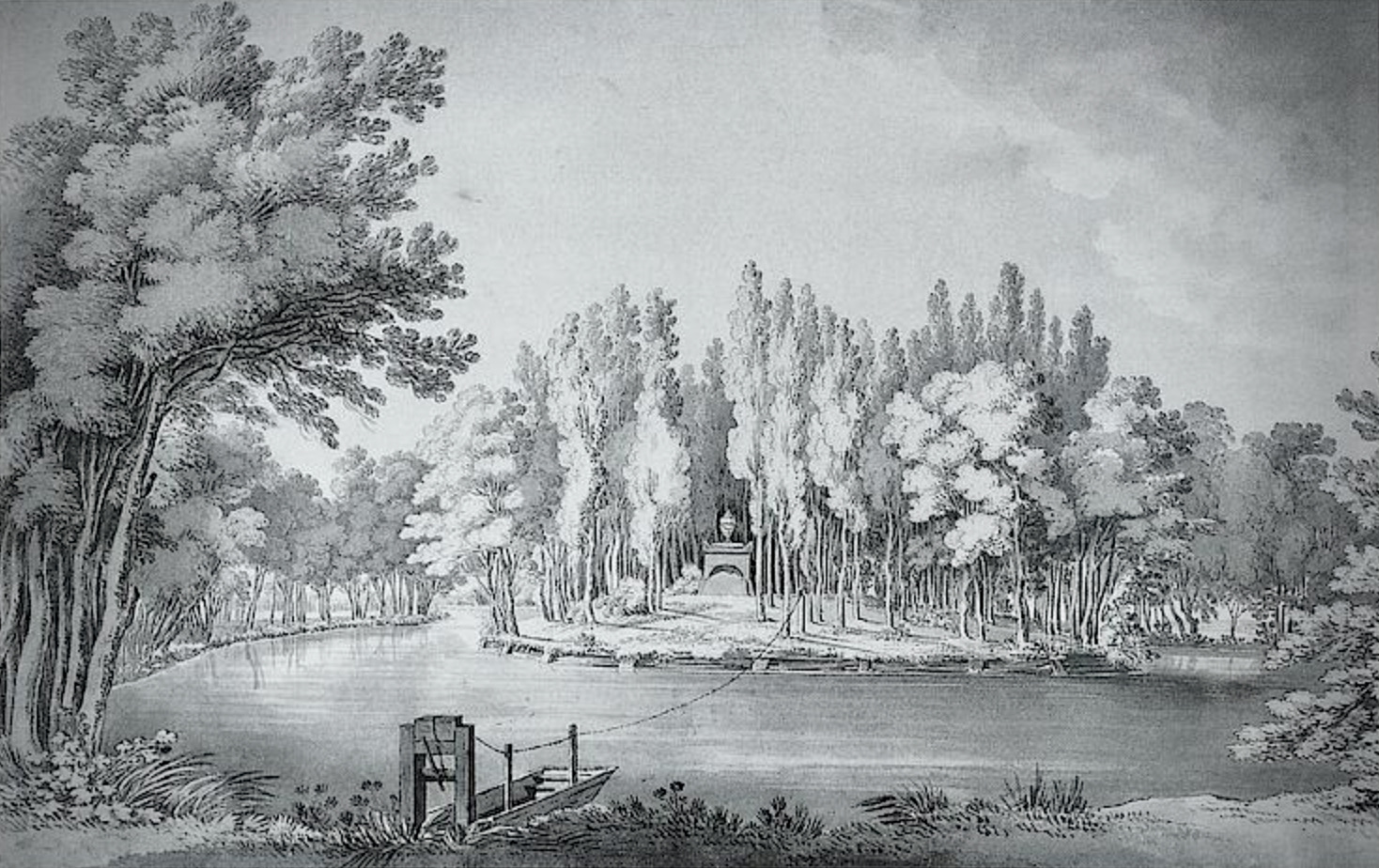
Zygmunt Vogel: Pappelinsel mit Kenotaph, Arkadia, 1795.
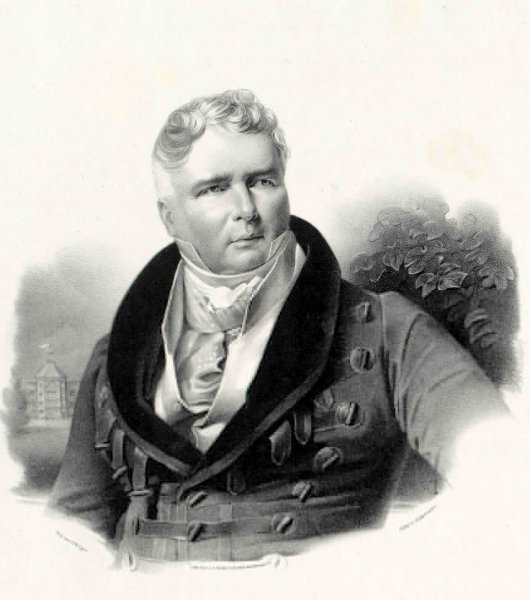
Friedrich Oldermann nach Franz Krüger: Antoni Henryk Radziwiłł, um 1830.
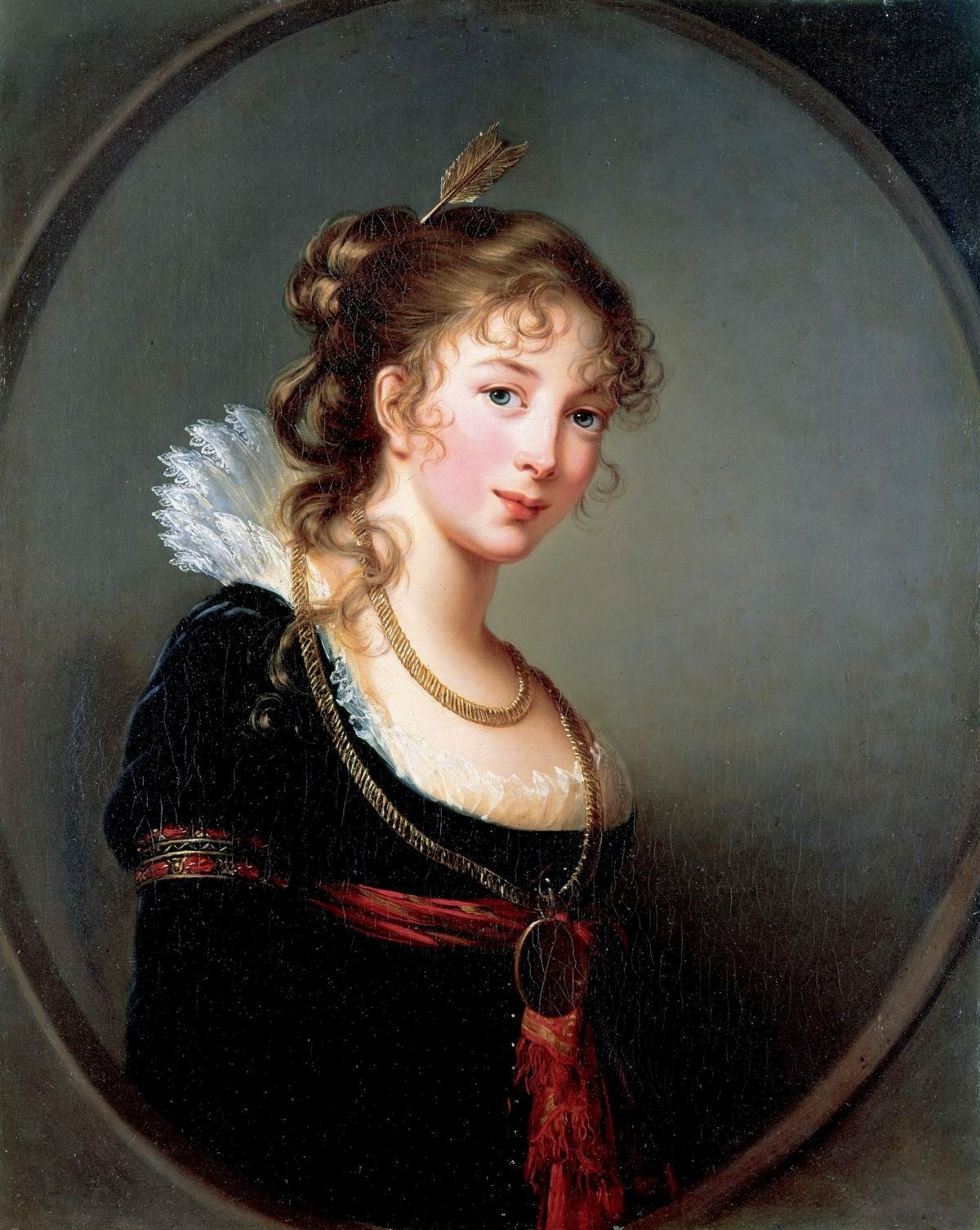
Élisabeth Vigée-Lebrun: Luise von Preußen, 1802, Metropolitan Museum.
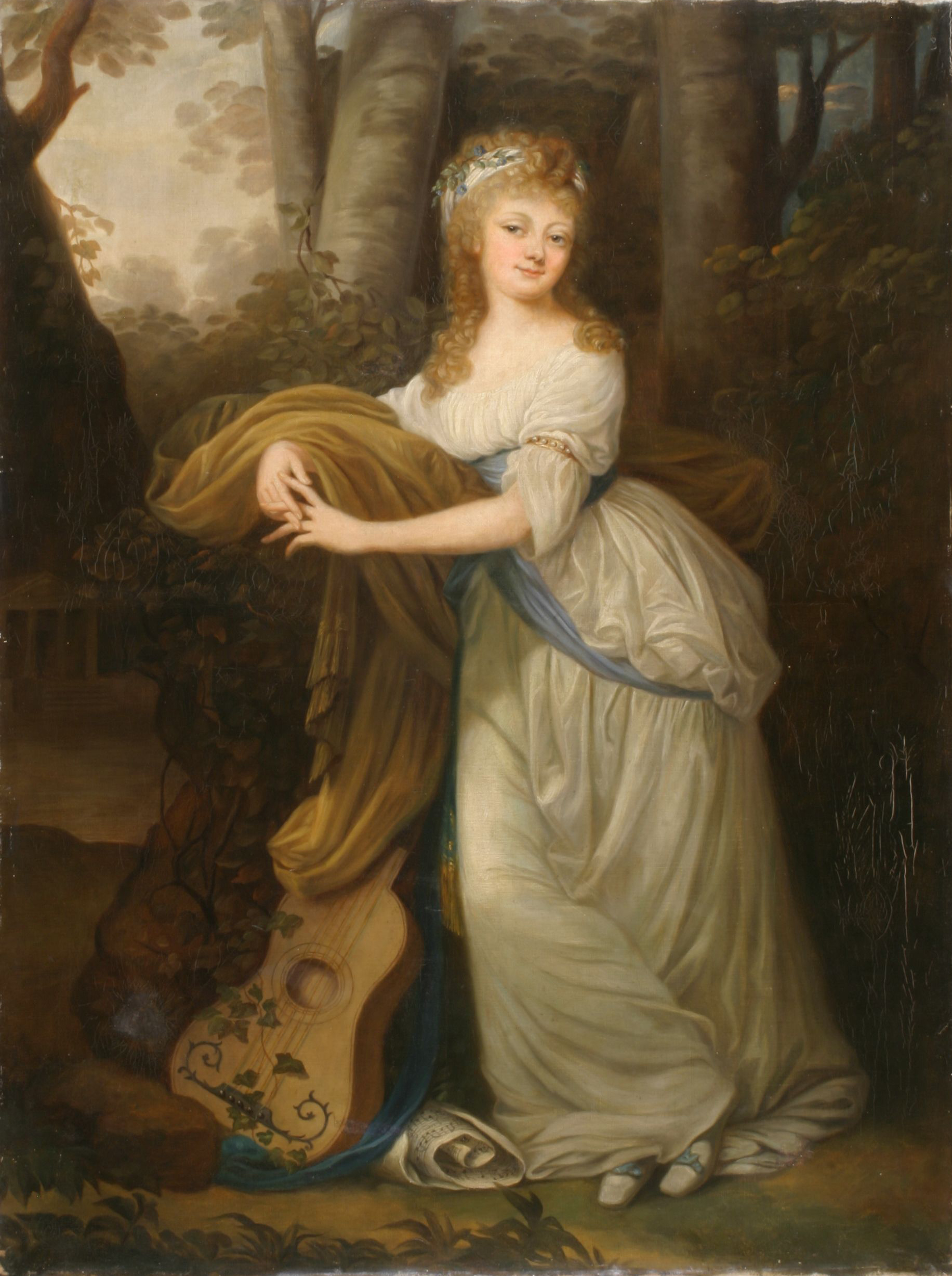
Giuseppe Grassi: Krystyna Magdalena Radziwiłłowa mit Gitarre.